# Tiago Ilori
Tiago Abiola Delfim Almeida Ilori (wym. [tiˈaɣu iˈlɔri]; ur. 26 lutego 1993 w Londynie) – portugalski piłkarz występujący na pozycji obrońcy w Reading.

## Kariera klubowa
Ilori urodził się w Londynie. Jego ojciec jest Anglikiem nigeryjskiego pochodzenia, zaś matka jest Portugalką. W 2006 roku dołączył do akademii Sportingu i grał tam jako napastnik. W sezonie 2007/08 w wieku 14 lat został wypożyczony do GD Estoril-Praia, gdzie przekwalifikowano go na obrońcę.
6 listopada 2011 roku zadebiutował w barwach pierwszego zespołu Sportingu podczas meczu ligowego z UD Leirią. 14 grudnia 2011 roku rozegrał pierwszy mecz w Lidze Europy z włoskim S.S. Lazio. 16 lutego 2013 roku w meczu ligowym Gil Vicente FC zdobył swojego pierwszego gola.
2 września 2013 roku Ilori został zawodnikiem Liverpoolu, jednak po pół roku, nie zaliczywszy występu w pierwszym zespole, został do końca sezonu wypożyczony do hiszpańskiej Granady.
W 2014 roku Ilori został wypożyczony do Girondins Bordeaux.

## Statystyki kariery
Aktualne na dzień 18 stycznia 2017 r.
| 2011/12            | Sporting CP               | Primeira Liga      | 1  | 0 | 0 | 0 | 0 | 0 | 1 | 0 | 2  | 0 |
| 2012/13            | Sporting CP               | Primeira Liga      | 11 | 1 | 0 | 0 | 0 | 0 | 1 | 0 | 12 | 1 |
| 2012/13            | Sporting B                | Segunda Liga       | 20 | 0 | — | — | — | — | — | — | 20 | 0 |
| 2013/14 (j., w.)   | Liverpool                 | Premier League     | 0  | 0 | 0 | 0 | 0 | 0 | 0 | 0 | 0  | 0 |
| 2013/14 (j., w.)   | Granada CF (wyp.)         | Primera División   | 9  | 0 | 0 | 0 | — | — | — | — | 9  | 0 |
| 2014/15            | Girondins Bordeaux (wyp.) | Ligue 1            | 12 | 1 | 0 | 0 | 1 | 0 | 0 | 0 | 14 | 1 |
| 2015/16            | Aston Villa (wyp.)        | Premier League     | 0  | 0 | 0 | 0 | 0 | 0 | 0 | 0 | 0  | 0 |
| 2015/16            | Liverpool                 | Premier League     | 0  | 0 | 3 | 0 | 0 | 0 | 0 | 0 | 3  | 0 |
| 2016/17 (j., w.)   | Liverpool                 | Premier League     | 0  | 0 | 0 | 0 | 0 | 0 | — | — | 0  | 0 |
| 2016/17 (j., w.)   | Reading                   | Championship       | 0  | 0 | — | — | — | — | — | — | 0  | 0 |
| Łącznie w karierze | Łącznie w karierze        | Łącznie w karierze | 53 | 2 | 3 | 0 | 1 | 0 | 2 | 0 | 60 | 2 |

## Kariera reprezentacyjna
W maju 2011 roku Ilori zadebiutował w reprezentacji Portugalii do lat 18. Jeszcze w tym samym roku dołączył do drużyny do lat 19, z którą latem 2012 roku uczestniczył w młodzieżowych Mistrzostwach Europy. Na turnieju wystąpił przez 90. minut we wszystkich spotkaniach fazy grupowej.
Rok później znalazł się w składzie kadry U-20 na rozgrywane w młodzieżowe Mistrzostwa Świata, gdzie wystąpił w trzech z czterech spotkań rozegranych przez Portugalię.